# Весна Петровић
Др Весна Петровић (Београд, 7. октобар 1955) српска је правница и једна од оснивача и извршни директор Београдског центра за људска права.

## Биографија
Весна Петровић је рођена у Београду 7. октобра 1955. године. Средњу школу, Пету београдску гимназију, завршила је 1974. године. Године 1978. дипломирала је, а 1988. магистрирала на Правном факултету Универзитета у Београду. Докторске студије је завршила 2008. године на Правном факултету Универзитета Унион.
Весна је радила у Архиву Србије (од 1980. до 2001 године), али и поред тога се јако рано ангажовала у области заштите људских права. Била је сарадник у Југословенском форуму за људска права у периоду од 1988. до 1992. године. У периоду од 1991. до 1995. године је била правни саветник Савета за људска права, Центра за Антиратну Акцију у Београду, где је водила SOS телефон за помоћ жртвама кршења људских права. На позицији шефа кабинета министра Министарства спољних послова Србије и Црне Горе била је од 2001. до 2004. године. Од 2004. до 2009. године је била део Радне групе за људска права Правосудног центра.
Била је једна од основича, програмски координатор (до 1997) и извршни директор (до 2001) Београдског центра за људска права. За извршног директора Београдског центра за људска права изабрана је поново 2004. године.
Активна је као чланица управног одбора Асоцијације института за људска права (енгл. Association of Human Rights Institutes, од 2005. године) и председница Управног одбора Удружења грађана Праксис у Београду (од 2006).
Од 2010. године па до данас је ванредни професор на предмету Међународно јавно право на Правном факултету Универзитета Унион.
Написала је и уредила више књига из области људских права.